# Владислав Йованович
Владислав Йованович (серб. Владислав Јовановић); (9 червня 1933, Житній поток, Сербія, Югославія) — сербський дипломат, був міністром закордонних справ Союзної Республіки Югославія.

## Життєпис
Йованович народився у 1933 році в місті Житній Поток, Сербія, в сім'ї Мілорада Йовановича та Драгіки Йованович. Закінчив навчання в середній школі в Белграді в 1951 р. Після цього закінчив юридичний факультет Белградського університету.
Йованович був кар'єрним дипломатом з більш ніж 40-річним досвідом роботи в дипломатичному корпусі Югославії. Він розпочав свою кар'єру в югославському Міністерстві закордонних справ ще у 1957 році. Незабаром після цього він працював офіцером посольства Югославії в Брюсселі, Бельгія з 1960 по 1964 рік, перш ніж знову зайняти посаду в міністерстві з 1964 по 1967 рік.
Йованович був другим секретарем посольства Югославії в Анкарі, Туреччина з 1967 по 1971 рр. та радником у посольстві Югославії в Лондоні, Велика Британія з 1975 по 1979 рр. До того, як 1 липня 1980 року очолив Управління Західної Європи Міністерства закордонних справ Югославії.
З 13 листопада 1985 р. Владислав Йованович обіймав посаду посла Югославії в Туреччині до 1989 року. Після цього він був послом у Міністерстві закордонних справ до призначення його на посаду міністра закордонних справ.
Після повалення Слободана Мілошевича 5 жовтня 2000 року Йованович був звільнений з посади глави місії Югославії при ООН в Нью-Йорку. Він повернувся до Белграда і звільнився з активної дипломатичної служби.
Йованович виступив з позицією захисту на суді над Слободаном Мілошевичем у Гаазькому трибуналі 14 лютого 2005 року.
Іноді Йованович дає інтерв'ю в ЗМІ, в яких критикує уряди Заходу за їхню політику щодо Сербії.